# 해리 브레이버만
해리 브레이버만(Harry Braverman) (1920년 12월 9일~1976년 8월 2일)은 미국의 마르크스주의자, 노동자, 정치경제학자,  혁명운동가였다.
뉴욕시의 노동자 계급 가정에서 태어난 브레이버만은 그로브 출판사(Grove Press)의 편집자가 되기 전까지 다양한 금속 세공업에 종사했으며, 나중에는 월간평론 출판사(Monthly Review Press)에서 55세의 나이로 펜실베니아 주에서 사망할 때까지 일했다. 브레이버만은 1974년 저서인 『노동과 독점자본: 20세기에서의 노동의 쇠퇴』(Labour and Monopoly Capital : The Degradation of Work in the 20th Century)로 널리 알려졌다. 이 저서는 "노동과정 연구(labor process studies)라는 새로운 분야에 처음으로 이름을 붙인 글"로서, "역사학, 사회학, 경제학, 정치학, 인문지리학과 같은 분야들에서 노동과정에 대한 지적 감수성과 이에 대한 연구를 부활시켰다"고 평가받는다.:33
- 산업사회학
- 사회 평론

## 같이 보기
- 사회 평론